# Saturacja (medycyna)
Saturacja (łac. saturatio) – nasycenie cieczy gazem. W medycynie dokonuje się pomiarów nasycenia płynów ustrojowych, m.in. krwi czy płynu komórkowego gazami.

## Saturacja krwi tlenem

Krzywa wysycenia hemoglobiny w zależności od ciśnienia cząstkowego tlenu

Najbardziej powszechnym pomiarem saturacji w działaniach medycznych jest pomiar saturacji krwi tlenem (nasycenia krwi tętniczej tlenem) metodą pulsoksymetrii w celu oceny ryzyka wystąpienia niewydolności oddechowej. Istotne jest zwłaszcza monitorowanie stanu pacjenta w trakcie znieczulenia ogólnego podczas zabiegów medycznych, w trakcie tlenoterapii i przypadku ciężkiego stanu chorego. Pomiar oznacza procent związania hemoglobiny we krwi z tlenem (zawartości oksyhemoglobiny). Oznaczenie wartości saturacji wyraża się skrótem "Sp" dodając chemiczny symbol gazu np. tlenu "O2", oraz procentowy wynik badania "X%". Przykładowy zapis to SpO2 97%.
Przy niskich ciśnieniach cząstkowych tlenu przeważa hemoglobina nieutlenowana. W około 90% nasycenie tlenem (wartość zależy od kontekstu klinicznego) wzrasta w zależności od krzywej wysycenia hemoglobinowo-tlenowego i osiąga 100% przy ciśnieniach cząstkowych tlenu powyżej 10 kPa.

## Pomiar i zakres saturacji
Pomiar saturacji wykonywany jest pulsoksymetrem i opiera się na zasadzie absorpcji światła charakterystycznej dla oksyhemoglobiny. Wartość saturacji krwi tlenem u zdrowych ludzi zawiera się w zakresie około SpO2 95–100%. U osób palących tytoń wartości te są nieco niższe. Saturacja poniżej 90% oznacza niedotlenienie, które może być spowodowane m.in. przez pogorszenie wentylacji płuc. Objawem niskiego SpO2 jest sinica.